# Halápi Álló-hegy
Halápi Álló-hegy este o arie protejată (arie specială de conservare — SAC, sit de importanță comunitară — SCI) din Ungaria întinsă pe o suprafață de 176,05 ha, integral pe uscat.

## Localizare
Centrul sitului Halápi Álló-hegy este situat la coordonatele 47°30′41″N 21°50′23″E / 47.511389°N 21.839722°E.

## Înființare
Situl Halápi Álló-hegy a fost declarat sit de importanță comunitară în mai 2004 pentru a proteja 3 specii de plante și 2 specii de animale. Situl a fost protejat și ca arie specială de conservare în februarie 2010.

## Biodiversitate
Situată în ecoregiunea panonică, aria protejată conține 1 habitat natural: Păduri stepice euro-siberiene cu Quercus spp..
La baza desemnării sitului se află mai multe specii protejate:
- plante (3): Iris aphylla subsp. hungarica, Iris humilis subsp. arenaria, Pulsatilla pratensis subsp. hungarica
- nevertebrate (2): croitorul mare al stejarului (Cerambyx cerdo), rădașcă (Lucanus cervus)

Pe lângă speciile protejate, pe teritoriul sitului au mai fost identificate 6 specii de plante, 1 specie de păsări, 3 specii de nevertebrate, 1 specie de reptile.